# Basel-Am Ring
Am Ring, auf Baseldeutsch Ring-Gwartier («Ring-Quartier») genannt, ist ein Stadtteil der Schweizer Stadt Basel. Es liegt westlich des Grossbasler Stadtzentrums und grenzt im Norden an den Stadtteil St. Johann (St. Johanns-Ring), im Osten an die Vorstädte (Johanniter-, Schanzen-, Klingelberg- und Schönbeinstrasse, Schützen- und Steinengraben, Heuwaage-Viadukt), im Süden an die Stadtteile St. Alban (Elisabethenanlage) und Gundeldingen (Bahnhofareal) sowie im Westen an die Stadtteile Bachletten (Steinenring, Viaduktstrasse), Gotthelf und Iselin (Spalenring). In den 1930er-Jahren wurden kleinere Randgevierte beim Centralbahnplatz ins St. Alban-Quartier sowie zwischen St. Johanns-Ring und Kannenfeldpark ins St. Johann-Quartier umgezont.
Das Am Ring-Quartier wurde in den 1860er-Jahren erbaut. Die Hauptstrassen des Stadtteils (Steinenring, Spalenring, St. Johanns-Ring) bilden eine ringförmige Umrahmung der inneren Stadtteile, was namensgebend war. Die Häuser wurden für den bürgerlichen Mittelstand gebaut und sind meist zwei- bis dreistöckige Reihenhäuser mit Herrschaftsfassaden für mehrere Familien.
Aus sozioökonomischer Sicht wird es zusammen mit dem Bachletten-Quartier scherzhaft als Bläächdalbe oder Alumyyniumdalbe («Blech-St. Alban», «Aluminium-St. Alban») bezeichnet, und demnach zu den gehobeneren Teilen der Stadt gerechnet.

## Galerie

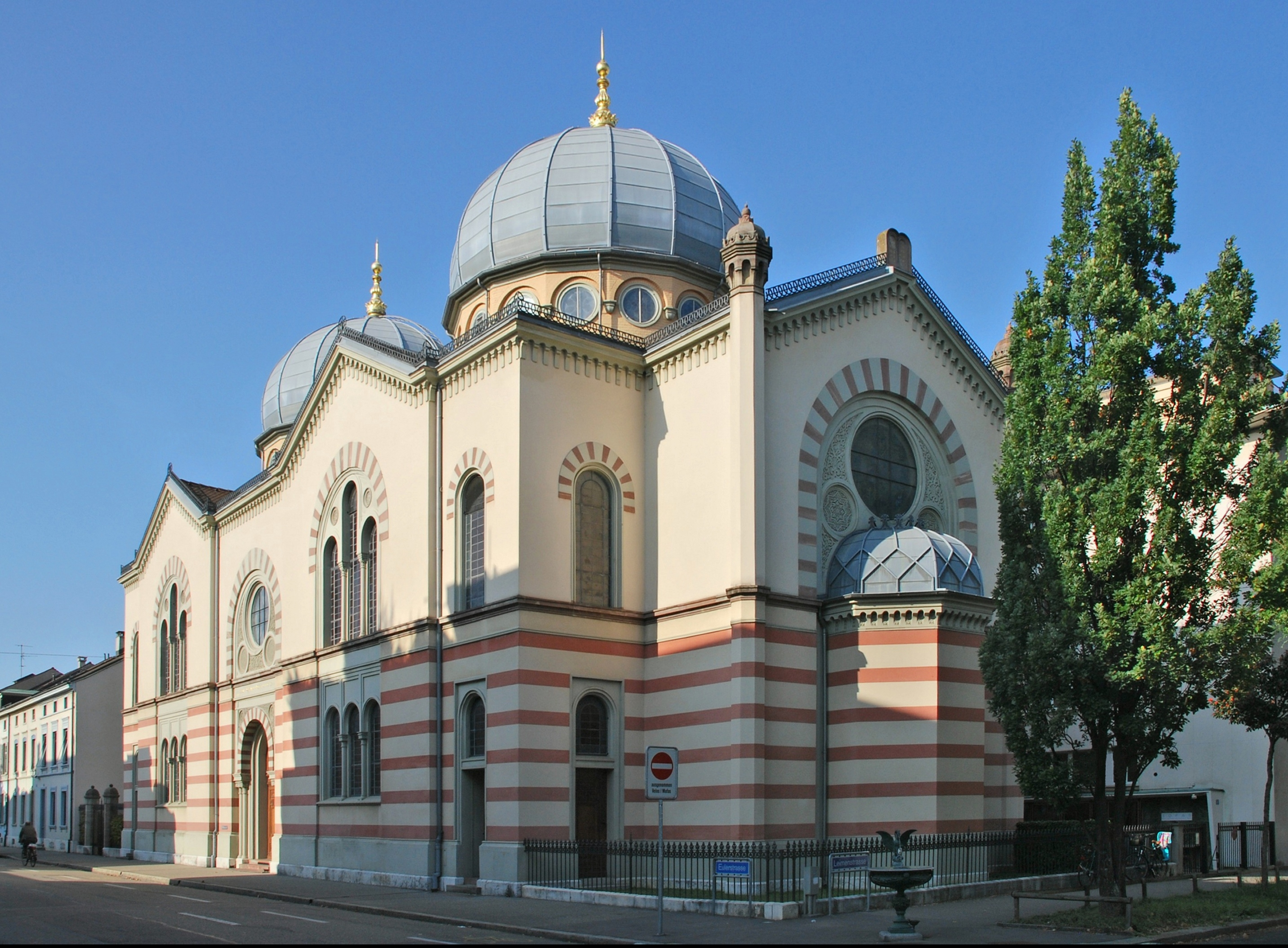
Synagoge
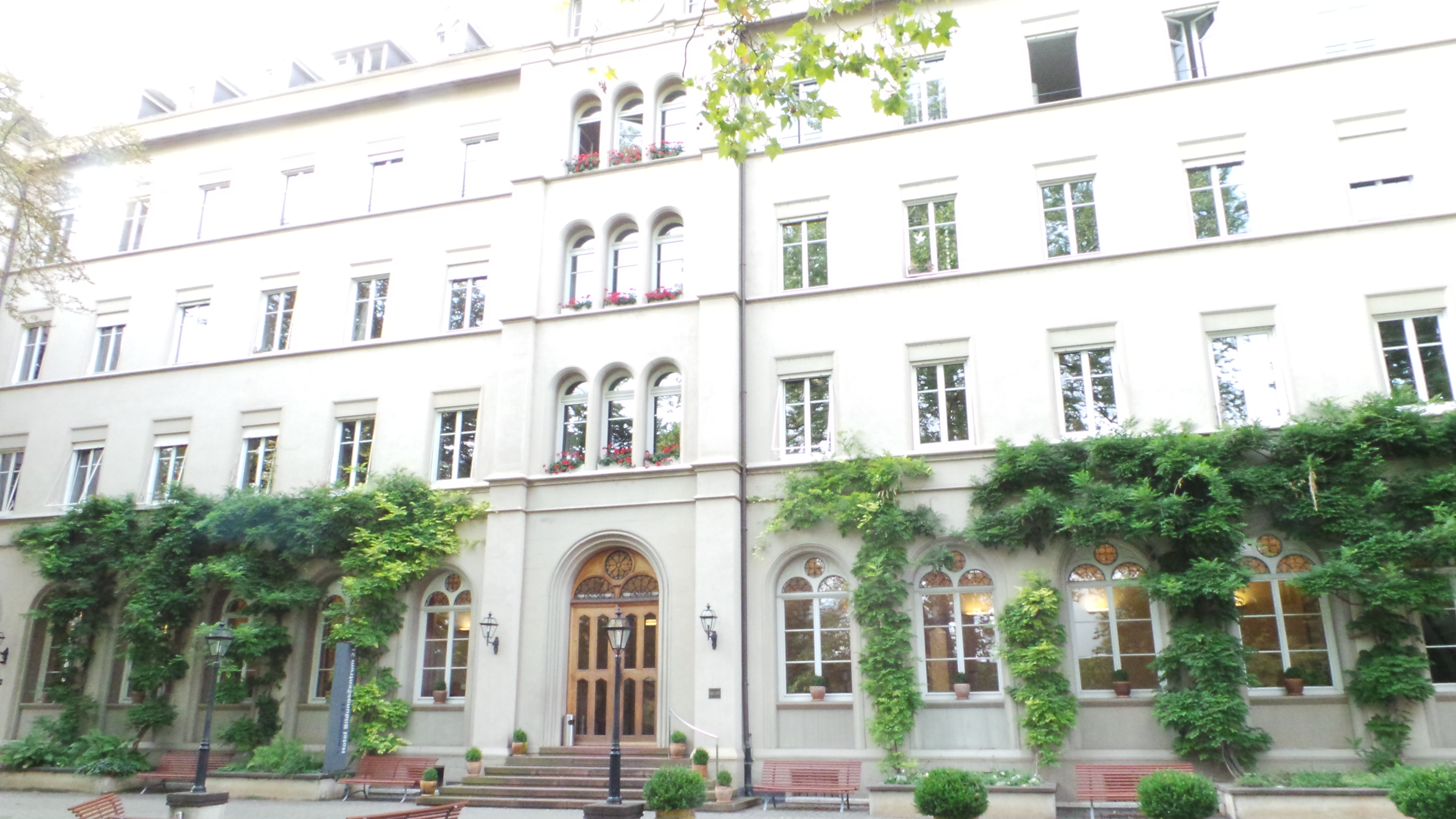
Missionshaus (Bildungszentrum 21)
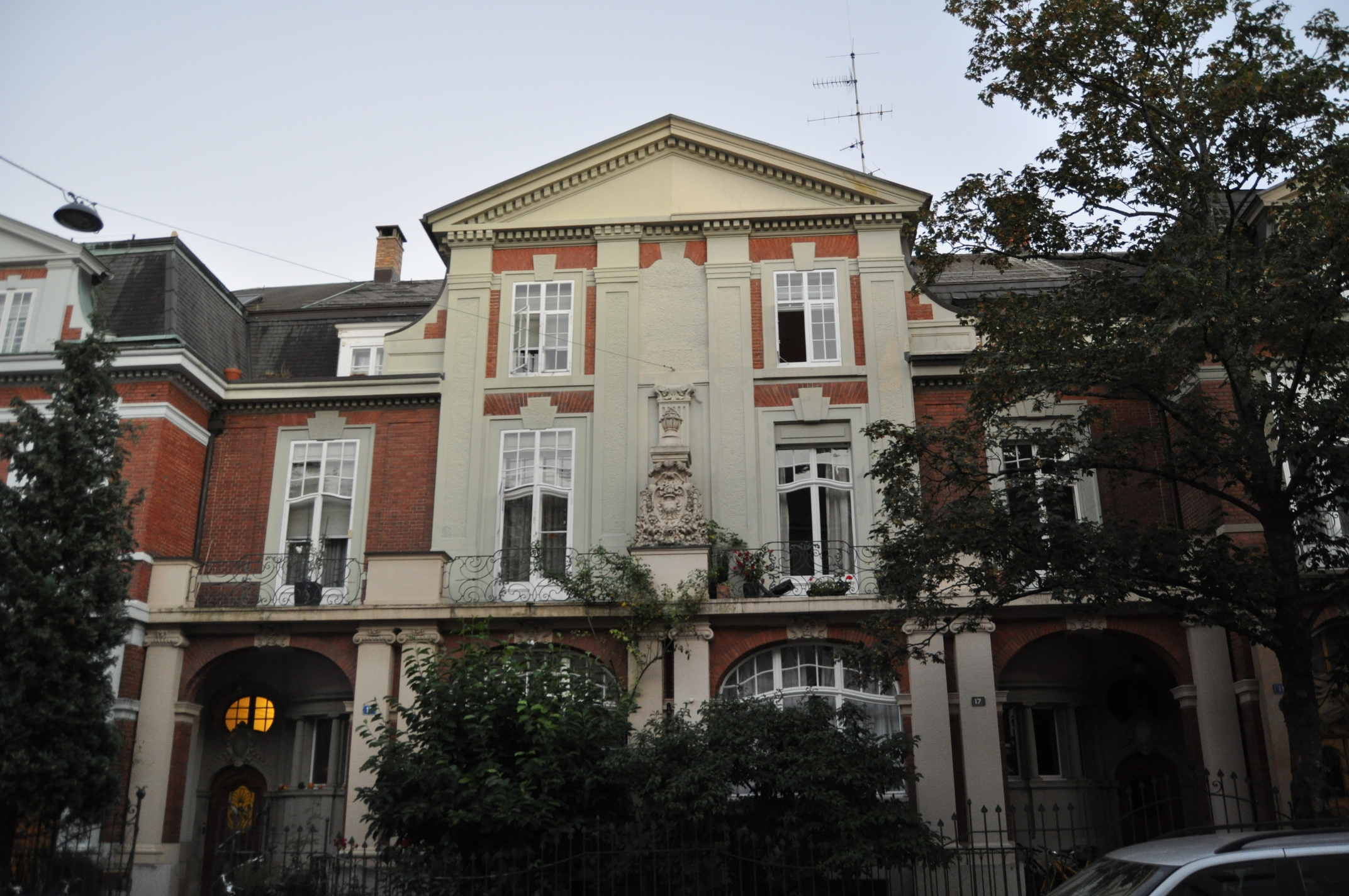
Villenzeile an der Pilgerstrasse
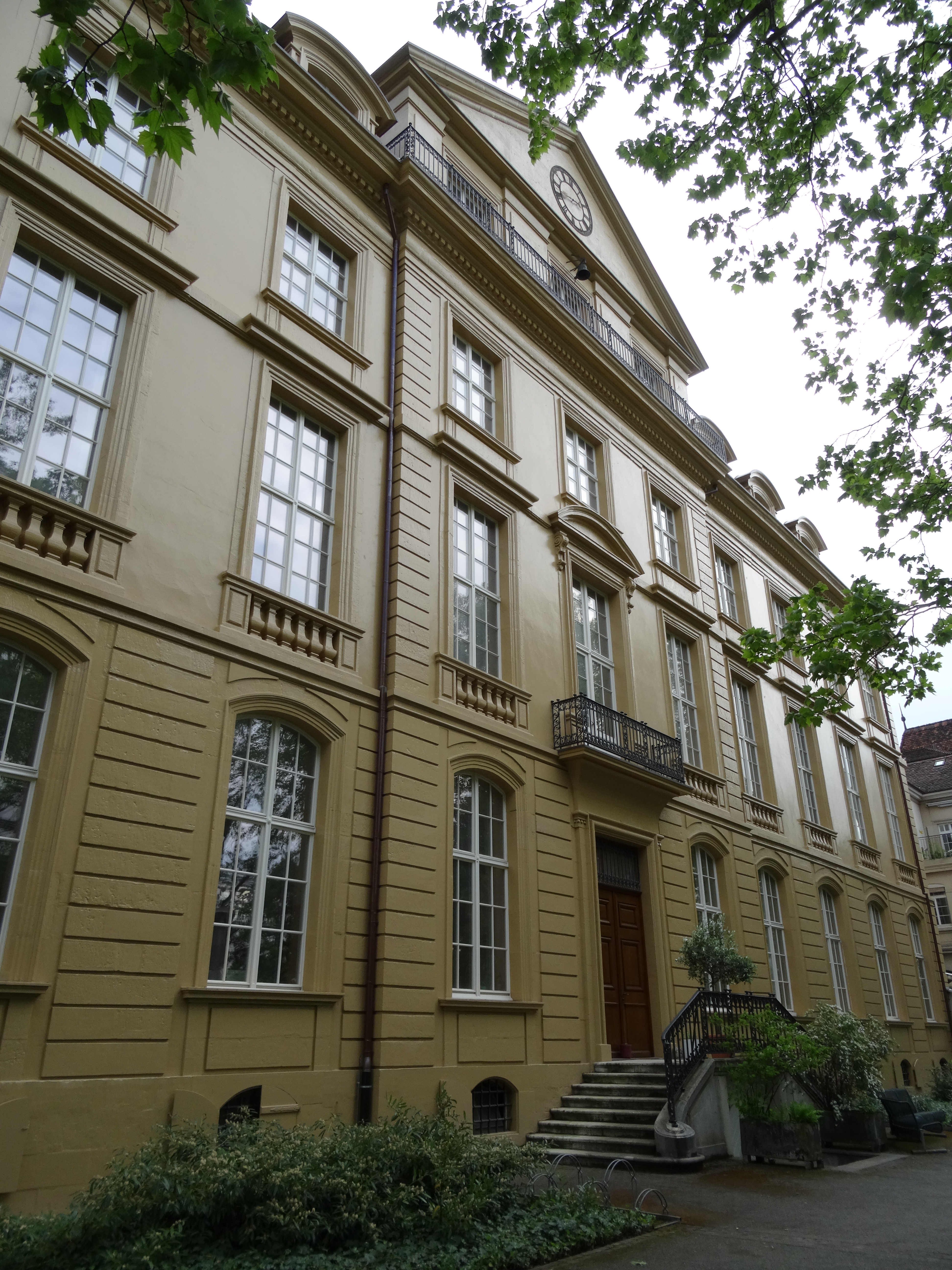
Universitätsspital Basel

## Wohnbezirke
Das Ring-Quartier ist in vier Wohnbezirke unterteilt:
- Markthalle (Heuwaage, Markthalle)
- Steinen (Austrasse, Leimenstrasse)
- Spalen (Spalenring, Missionsstrasse)
- St. Johann (Mittlere Strasse, Tschudi-Park, St. Johanns-Platz)

## Gebäude und Sehenswürdigkeiten
- Marienkirche
- Église du Sacré-Cœur
- Chiesa di San Pio X
- Apostolische Kapelle
- Basler Mission
- Anatomisches Museum Basel
- Synagoge